# Sărmașu
Sărmașu [ˈsərmaʃu] (ungarisch Nagysármás) ist eine Kleinstadt im Kreis Mureș in Rumänien. 

## Lage
Sărmașu liegt etwa in der Mitte Siebenbürgens, am Bach Pârâul de Câmpie in der Siebenbürgischen Heide (Câmpia Transilvaniei). Die Kreishauptstadt Târgu Mureș befindet sich etwa 40 km südöstlich.

## Geschichte
Archäologische Funde belegen eine Besiedlung der Region seit dem Neolithikum und der Bronzezeit. Der Ort wurde 1329 unter dem Namen Willa Sarmas erstmals urkundlich erwähnt; damals wurde der Ort von ungarischen König einem Adligen namens István Pogány übereignet. In einer Urkunde aus dem Jahr 1348 wurde Sărmașu vom König Ludwig I. einer anderen Adelsfamilie geschenkt; in diesem Zusammenhang wird auch eine Holzkirche erwähnt. Zunächst war der Ort vorwiegend von Ungarn bewohnt; später dominierten Rumänen. 1895 kaufte der ungarische Staat ein Gut und siedelte dort Ungarn aus dem Westen des Landes an. Um 1910 begann die Förderung von Erdgas. Nach dem Ersten Weltkrieg gelangte Sărmașu an Rumänien. Auch nach dem Zweiten Wiener Schiedsspruch verblieb der Ort bei Rumänien, lag aber nahe der ungarischen Grenze. Im September 1944 wurden 126 Juden aus dem Ort durch ungarische Truppen ermordet. Von 1947 bis 1968 war Sărmașu ein lokales Verwaltungszentrum; 2003 erhielt der Ort den Status einer Stadt.
Außer der Erdgasförderung sind wichtige Erwerbszweige die Landwirtschaft, die Holzverarbeitung und die Bauindustrie.

## Bevölkerung
Bei der Volkszählung 1850 waren von 2274 Einwohnern auf dem Gebiet der heutigen Stadt 2030 Rumänen, 125 Ungarn, 116 Roma und zwei Rumäniendeutsche. Davon lebten 745 in Sărmașu im engeren Sinne, die übrigen in den heute eingemeindeten Ortschaften. Durch die erwähnte Ansiedlung von auswärtigen Ungarn stellten diese 1910 etwa zwei Drittel der Dorfbevölkerung (1326 von 2101); in den umliegenden Orten blieben die Rumänen jedoch in der Mehrzahl.
Bis 1966 war ein deutlicher Bevölkerungsanstieg zu verzeichnen (8867); danach ging die Einwohnerzahl zurück. 2002 wurden in der Stadt 7493 Personen registriert, darunter 5086 Rumänen, 1820 Ungarn und 577 Roma. 3877 lebten in der eigentlichen Stadt, 3616 in den sieben eingemeindeten Ortschaften.

## Verkehr
Sărmașu liegt an der Bahnstrecke von Șieu-Măgheruș nach Luduș, die derzeit (2009) vom privaten Anbieter Regiotrans bedient wird. In beide Richtungen verkehren etwa fünf Nahverkehrszüge täglich. Es bestehen regelmäßige Busverbindungen nach Târgu Mureș.

## Sehenswürdigkeiten
- Holzkirche (19. Jahrhundert)
- Holzkirche (1692) im Ortsteil Sărmășel Gară

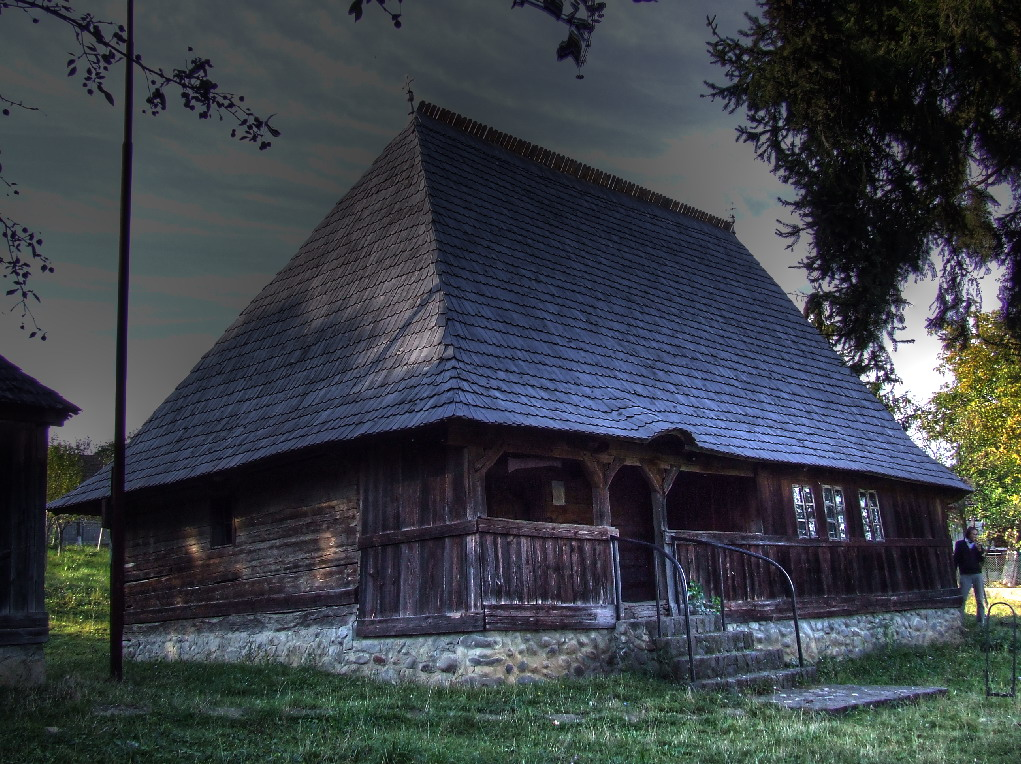
Holzkirche in Sărmășel
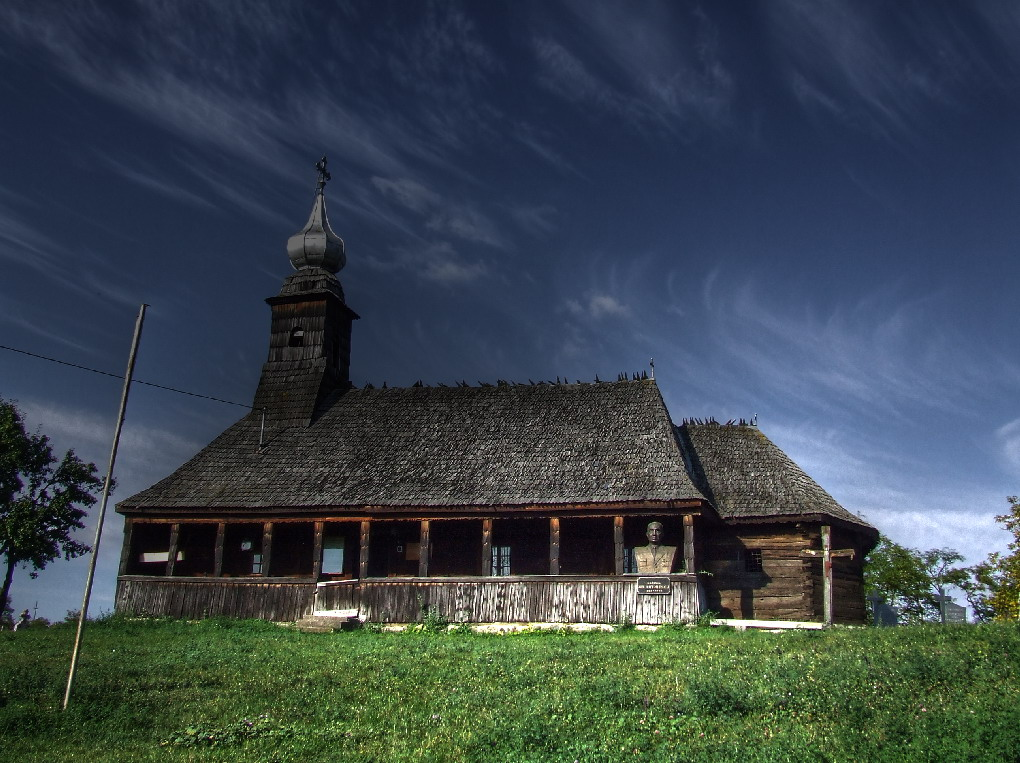
Holzkirche in Sărmașu

## Söhne und Töchter der Stadt
- Ovidiu Iuliu Moldovan (1942–2008), Schauspieler
- Anton Doboș (* 1965), Fußballspieler und -funktionär